# Championnat des Bermudes de football 2002-2003
Navigation
Saison précédente Saison suivante
La saison 2002-2003 du Championnat des Bermudes de football est la quarantième édition de la Premier Division, le championnat de première division aux Bermudes. Les huit formations de l'élite sont réunies au sein d'une poule unique où elles s'affrontent deux fois au cours de la saison. À l'issue du championnat, les deux derniers du classement sont relégués et remplacés par les deux meilleurs clubs de Second Division.
C'est le tenant du titre, le club de North Village Community Club, qui remporte à nouveau la compétition cette saison après avoir terminé en tête du classement final, avec six points d'avance sur les Devonshire Cougars et neuf sur Boulevard Blazers. Il s’agit du sixième titre de champion des Bermudes de l'histoire du club, qui réalise même le doublé en s'imposant en finale de la Coupe des Bermudes face à Prospect FC, club de deuxième division.

## Les clubs participants
- Boulevard Blazers - Promu de Second Division
- Dandy Town Hornets
- PHC Zebras
- North Village Community Club
- Devonshire Cougars
- Devonshire Colts
- Somerset Cricket Club Trojans
- Somerset Eagles FC - Promu de Second Division

## Compétition
Le barème de points servant à établir le classement se décompose ainsi :
- Victoire : 3 points
- Match nul : 1 point
- Défaite : 0 point

### Classement
| Rang | Équipe                           | Pts | J  | G | N | P | Bp | Bc | Diff |
| ---- | -------------------------------- | --- | -- | - | - | - | -- | -- | ---- |
| 1    | North Village Community Club'T'C | 29  | 14 | 8 | 5 | 1 | 30 | 14 | +16  |
| 2    | Devonshire Cougars               | 23  | 14 | 6 | 5 | 3 | 33 | 29 | +4   |
| 3    | Boulevard BlazersP               | 20  | 14 | 6 | 2 | 6 | 17 | 18 | -1   |
| 4    | Devonshire Colts                 | 19  | 14 | 5 | 4 | 5 | 18 | 21 | -3   |
| 5    | Dandy Town Hornets               | 18  | 14 | 5 | 3 | 6 | 27 | 27 | 0    |
| 6    | Somerset Eagles FCP              | 18  | 14 | 6 | 0 | 8 | 21 | 31 | -10  |
| 7    | Somerset Cricket Club Trojans    | 17  | 14 | 5 | 2 | 7 | 20 | 20 | 0    |
| 8    | PHC Zebras                       | 12  | 14 | 3 | 3 | 8 | 19 | 25 | -6   |

|  | Champion des Bermudes 2002-2003                                                         |
|  | Relégation en Second Division                                                           |
|  | T : Tenant du titre C : Vainqueur de la Coupe des Bermudes P : Promu de Second Division |

## Bilan de la saison
| Championnat des Bermudes de football 2002-2003 |                                         |
| Champion                                       | North Village Community Club (6e titre) |
| Coupes et trophées                             |                                         |
| Vainqueur de la Coupe des Bermudes 2002-2003   | North Village Community Club            |
| Qualifications continentales                   |                                         |
| CFU Club Championship 2003                     | Aucun                                   |
| Promotions et relégations                      |                                         |
| Promus en Premier Division                     | Southamton Rangers                      |
| Promus en Premier Division                     | Hamilton Parish FC                      |
| Relégués en Second Division                    | Somerset Cricket Club Trojans           |
| Relégués en Second Division                    | PHC Zebras                              |